# Neuroblastom
Neuroblastom er en svulstsygdom, som opstår hos spædbørn og småbørn i den del af nervesystemet, der hedder det sympatiske nervesystem. Dette er nervetråde og knudepunkter (ganglier), som passerer gennem bækkenet, bughulen, brysthulen og halsen i det, som kaldes sympatikuskæden. Binyrerne indgår også i dette system. Svulster kan opstå hvor som helst i de nævnte angivne områder. De fleste primærsvulster opstår i bughulen. Heraf opstår mindst halvdelen i binyremarven. I Danmark opstår 8-10 tilfælde om året.

Symptomerne på neuroblastom kan vise sig ved:
- Klumper i mave og/eller bryst
- Mavesmerter, knogle- eller ledsmerter
- Vekslende feber, træthed, nedsat appetit og vægttab
- Blåt øje (vaskebjørneøjne) og/eller udbulende øje
- Udspilet, hård mave
- Smerter, føleforstyrrelser, nedsat kraft i benene, haltende gang
- Besvær med vandladning og afføring
- Hævet lymfeknude på halsen eller en hævelse på kranieknoglen
- Små blå mærker og klumper i huden
- Øjenlåg der hænger og/eller ukoordinerede øjenbevægelser[1][2]